# Municipalità locale di Merafong City
La municipalità locale di Merafong City (in inglese Merafong City Local Municipality) è una municipalità locale del Sudafrica appartenente alla municipalità distrettuale di West Rand, nella provincia del Nordovest.
Il suo territorio si estende su una superficie di 1.630 km² ed è suddiviso in 26 circoscrizioni elettorali (wards). Il suo codice di distretto è NW405.

## Geografia fisica

### Confini
La municipalità locale di Merafong City confina a nord con quelle di Rustenburg (Bojanala) e Mogale City (West Rand/Gauteng), a est con quelle di Randfontein, Westonaria (West Rand/Gauteng) e Emfuleni (Sedibeng/Gauteng), a sud con quella di Tlokwe e a ovest con quella di Ventersdorp.

### Città e comuni
- Blybank
- Blyvooruitzicht
- Carletonville
- Deelkraal
- Doornfontein
- East Driefontein Mine
- Elandsfontein
- Elandsrand
- Elandsridge
- Fochville
- Khutsong
- Kokosi
- Leeupoort
- Letsatsing
- Merafong City
- Oberholzer
- Phomolong
- Wedela
- Welverdiend
- Westdriefontein
- Western Deep Levels Mine

### Fiumi
- Enselspruit
- Leeuspruit
- Loopspruit
- Mooirivierloop

### Dighe
- Klipdrifdam